# 鬼灯檠
鬼灯檠（学名：Rodgersia podophylla）为虎耳草科鬼灯檠属下的一个种。

## 扩展阅读
- 維基物種上的相關：鬼灯檠